# William Hazlitt
William Hazlitt (Maidstone, 10 de abril de 1778 – Soho, Londres, 18 de setembro de 1830) foi um ensaísta, crítico dramático e literário, pintor, comentarista social e filósofo inglês. Ele agora é considerado um dos maiores críticos e ensaístas da história da língua inglesa, colocado na companhia de Samuel Johnson e George Orwell. Ele também é reconhecido como o melhor crítico de arte de sua época. Apesar de sua alta posição entre os historiadores da literatura e da arte, o seu trabalho está a pouco lido e principalmente fora de catálogo.
Durante sua vida, ele fez amizade com muitas pessoas que agora fazem parte do cânone literário do século XIX, incluindo Charles e Mary Lamb, Stendhal, Samuel Taylor Coleridge, William Wordsworth, e John Keats.

## Vida
Hazlitt era filho de um clérigo unitarista. Os pintores John Hazlitt e Peggy Hazlitt eram seus irmãos. Seu pai mudou-se com a família para Bandon, County Cork, em 1780, e para os Estados Unidos três anos depois. Lá ele fundou a. em Boston, a Primeira Igreja Unitária.
Em 1787, Hazlitt voltou para a Grã-Bretanha com sua família e se estabeleceu em Wem, Shropshire. A pedido do padre Hazlitt deveria estudar teologia e isso ele tentou no Hackney College em Londres. Depois de um ano, Hazlitt desistiu e tentou um treinamento artístico em Paris. Ele interrompeu isso em favor da literatura. Seu irmão John estava treinando com Sir Joshua Reynolds.
De volta a Londres, ele logo fez seu nome entre os românticos. Ele fez amizade com Samuel Taylor Coleridge e William Wordsworth. Ele também conheceu os irmãos Charles Lamb e Mary Lamb. Em 1808, aos 30 anos, Hazlitt casou-se com Sarah Stoddart, uma amiga íntima dos irmãos Lamb. Por meio desse casamento, John Stoddart, editor do The Times, tornou - se seu cunhado. Hazlitt e sua esposa se estabeleceram em Winterslow, Salisbury.
A partir de 1812, Hazlitt trabalhou em tempo integral como ensaísta para vários jornais e revistas, como The Times e Edinburgh Review. Como ele foi bem-sucedido profissionalmente, seu casamento teve problemas crescentes. Em 1819, Sarah separou-se de Hazlitt e, em 1822, o casamento foi finalmente divorciado.
A partir de 1820, Hazlitt viveu em uma pequena casa de hóspedes em Londres e teve um caso com a filha de 19 anos da casa, Sarah Walker. Ele esperava se casar com ela após o divórcio, mas foi rejeitado. Decepcionado, ele publicou anonimamente um pequeno relato velado de seu amor por Sarah Walker sob o título Liber Amoris. Sua autoria não ficou oculta por muito tempo. Um escândalo estourou e sua carreira jornalística chegou ao fim.
Em 1824 casou-se pela segunda vez, Isabella Bridgwater, nascida Shaw, que nunca menciona em nenhuma das suas obras.
Empobrecido e solitário, William Hazlitt morreu em 18 de setembro de 1830 em Londres e foi enterrado no cemitério de St. Anne no Soho.
Foram precisamente seus ensaios que estabeleceram a fama de Hazlitt. Eles comentam e refletem o zeitgeist de uma forma não adulterada e, em sua maioria, não perderam sua importância até hoje.

### Trabalhos selecionados
- An Essay on the Principles of Human Action (1805) – Internet Archive
- Free Thoughts on Public Affairs (1806) – Google Books
- A Reply to the Essay on Population, by the Rev. T. R. Malthus (1807) – Internet Archive
- The Round Table: A Collection of Essays on Literature, Men, and Manners (com Leigh Hunt; 1817) – Google Books
- Characters of Shakespear's Plays (1817) –
- Lectures on the English Poets (1818) – Google Books
- A View of the English Stage (1818) – Google Books
- Lectures on the English Comic Writers (1819) – Internet Archive
- Political Essays, with Sketches of Public Characters (1819) –
- Lectures Chiefly on the Dramatic Literature of the Age of Elizabeth (1820) – Internet Archive
- Table-Talk (1821–22; "Paris" edition, with somewhat different contents, 1825) –
- Characteristics: In the Manner of Rochefoucault's Maxims (1822) – Google Books
- Liber Amoris: or, The New Pygmalion (1823) – Google Books
- The Spirit of the Age (1825) –
- The Plain Speaker: Opinions on Books, Men, and Things (1826) – Volume I e Volume II on Google Books
- Notes of a Journey Through France and Italy (1826) – Internet Archive
- The Life of Napoleon Buonaparte (four volumes; 1828–1830)

### Coleções póstumas selecionadas
- Literary Remains. Editado por William Carew Hazlitt. Londres: Saunders e Otley, 1836 – Internet Archive
- Sketches and Essays. Editado por William Carew Hazlitt. Londres, 1839 – Internet Archive
- Criticisms on Art. Editado por William Carew Hazlitt. Londres: C. Templeman, 1844 – Internet Archive
- Winterslow: Essays and Characters. Editado por William Carew Hazlitt. Londres: David Bogue, 1850 – Internet Archive
- The Collected Works of William Hazlitt. 13 vols. Editado por A.R. Waller e Arnold Glover, com uma introdução de W.E. Glover. Londres: J.M. Dent, 1902–1906 – Internet Archive
- Selected Essays. Editado por George Sampson. Cambridge: na University Press, 1917 – Internet Archive
- New Writings by William Hazlitt. Editado por P. P. Howe. Londres: Martin Secker, 1925 – HathiTrust
- New Writings by William Hazlitt: Second Series. Editado por P. P. Howe. Londres: Martin Secker, 1927 – HathiTrust
- Selected Essays of William Hazlitt, 1778–1830. Centenary ed. Editado por Geoffrey Keynes. Londres: Nonesuch Press, 1930, OCLC 250868603.
- The Complete Works of William Hazlitt. Centenary ed. 21 vols. Editado por P. P. Howe, após a edição de A. R. Waller e Arnold Glover. Londres: J. M. Dent, 1931–1934, OCLC 1913989.
- The Hazlitt Sampler: Selections from his Familiar, Literary, and Critical Essays. Editado por Herschel Moreland Sikes. Greenwich, Conn.: Fawcett Publications, 1961, ASIN B0007DMF94.
- Selected Writings. Editado por Ronald Blythe. Harmondsworth: Penguin Books, 1970 [reeditada 2009], ISBN 9780199552528.
- The Letters of William Hazlitt. Editado por Herschel Moreland Sikes, assistido por Willard Hallam Bonner e Gerald Lahey. Londres: Macmillan, 1979, ISBN 9780814749869.
- Selected Writings. Editado por Jon Cook. Oxford: Oxford University Press, 1991, ISBN 9780199552528.
- The Selected Writings of William Hazlitt. 9 vols. Editado por Duncan Wu. Londres: Pickering e Chatto, 1998, ISBN 9781851963690 – WorldCat.
- The Fight, and Other Writings. Editado por Tom Paulin e David Chandler. Londres: Penguin Books, 2000, ISBN 9780140436136.
- Metropolitan Writings. Editado por Gregory Dart. Manchester: Fyfield Books, 2005, ISBN 9781857547580.
- New Writings of William Hazlitt. 2 vols. Editado por Duncan Wu. Oxford: Oxford University Press, 2007, ISBN 9780199207060.

Outros editores de Hazlitt incluem Frank Carr (1889), D. Nichol Smith (1901), Jacob Zeitlin (1913), Will David Howe (1913), Arthur Beatty (1919?), Charles Calvert (1925?), A. J. Wyatt (1925), Charles Harold Gray (1926), G. E. Hollingworth (1926), Stanley Williams (1937?), R. W. Jepson (1940), Richard Wilson (1942), Catherine Macdonald Maclean (1949), William Archer e Robert Lowe (1958), John R. Nabholtz (1970), Christopher Salvesen (1972), e R. S. White (1996).